# Uģis Jocis
Uģis Jocis (* 13. September 1993) ist ein lettischer Leichtathlet, der im Mittel- und Langstreckenlauf an den Start geht.

## Sportliche Laufbahn
Erste internationale Erfahrungen sammelte Uģis Jocis im Jahr 2015, als er bei den U23-Europameisterschaften in Tallinn im 1500-Meter-Lauf mit 3:46,21 min in der ersten Runde ausschied. Bei den Crosslauf-Europameisterschaften 2019 in Lissabon erreichte er nach 19:20 min Rang zwölf mit der Mixed-Staffel. Bei den Crosslauf-Europameisterschaften 2021 in Dublin wurde er nach 33:38 min 68. im Einzelrennen und 2023 wurde er bei der 2. Liga der Team-Europameisterschaft im Rahmen der Europaspiele in Chorzów in 15:14,01 min 14. im 5000-Meter-Lauf. Zudem gelangte er bei der Premiere der Straßenlauf-Weltmeisterschaften in Riga nach 14:14 min auf den 37. Platz über 5 km. Im Jahr darauf gelangte er bei den Crosslauf-Europameisterschaften 2024 in Antalya nach 23:54 min auf den 58. Platz im Einzelrennen und 2025 schied er bei den Hallenweltmeisterschaften in Nanjing mit 3:50,27 min im Vorlauf über 1500 Meter aus. Kurz darauf wurde er bei den Straßenlauf-Europameisterschaften in Löwen in 30:23 min 61. im 10-km-Straßenlauf.
2019 wurde Jocis lettischer Meister im 3000- und 5000-Meter-Lauf sowie 2020 über 5000 und 10.000 Meter. In der Halle siegte er 2013 und 2018 sowie 2019 und 2025 über 1500 Meter sowie 2019 und 2020 sowie 2022 2025 im 3000-Meter-Lauf.

## Bestleistungen
- 1500 Meter: 3:44,39 min, 1. April 2016 in Palo Alto
  - 1500 Meter (Halle): 3:46,54 min, 22. Februar 2025 in Riga
- Meile: 4:08,78 min, 3. Juni 2018 in Waltham
  - Meile (Halle): 4:03,51 min, 26. Januar 2019 in Bloomington (lettischer Rekord)
  - 2000 Meter (Halle): 5:17,23 min, 30. November 2019 in Kuldiga (lettischer Rekord)
- 3000 Meter: 8:12,48 min, 11. August 2019 in Varaždin
  - 3000 Meter (Halle): 7:57,78 min, 27. Januar 2018 in Boston (lettischer Rekord)
- 5000 Meter: 13:56,89 min, 2. Mai 2019 in Palo Alto
- 10.000 Meter: 29:44,28 min, 28. Mai 2022 in Pacé
- 10-km-Straßenlauf: 30:15 min, 2. April 2023 in Brunssum